# 裴紹宗
裴绍宗（1474年—1524年），字伯修，陝西渭南人。明朝官員。

## 生平
裴绍宗為正德十二年（1517年）丁丑科會試第六十九名，第三甲第十四名進士。都察院观政，正德十三年（1518年）聯捷海門縣知縣，三年期间有政聲，建通济桥，與赵邦秩並稱“裴赵”。世宗即位，召入為兵科給事中，升刑科右给事中。嘉靖三年（1524年）七月十二日，朱厚熜通知禮部，十六日為父母上冊文、祭告天地、宗廟、社稷，群臣嘩然。十五日，與毛玉、張曰韜、楊淮等二百二十九人相率伏哭左顺门，被杖打致死。

## 家族
曾祖裴珩，教授，贈監察御史。祖父裴斐，按察司佥事。父裴寧。母盧氏。慈侍下。弟绍芳、绍祖。